# Félix Desgranges
Félix Léopold Desgranges, nacido el 12 de agosto de 1860 en París, muerto el 21 de enero de 1942 en la casa Desgranges en Saint-Bresson , fue un pintor francés.

## Datos biográficos
Provino de una vieja familia de la región Franco Condado en Francia. Hijo de Charles Desgranges (1815-1897),  industrial textilero, concejal de Luxeuil-los-Baños y de Clotilde Tardy (1827-1920).
Alumno de Jean-Léon Gérôme en la Escuela de Bellas Artes (París), amigo de René-Xavier Prinet, fue padre de la escultora Germaine Desgranges (1892-1974) esposa del escultor Philippe Besnard.
Participó en el salón de 1890.
Durante un tiempo fue dibujante y hacía reportajes de eventos sociales (dibujos de moda, reportajes de acontecimientos parisinos), como las carreras hípicas.
Está representado en medio de su familia y en compañía de la artista australiana Bessie Davidson en un cuadro de René-Xavier Prinet, Reunión en Desgranges o Retrato de los  amigos (Luxeuil-los-Baños)
Antoine Bourdelle realizó un retrato al pastel de la señora Desgranges, nacida Alberte Clément.

## Colecciones públicas
- Museo Barón-Martin a Gray
  - El embalse a Scey-sobre-Saona, aceite sobre tela
  - Rue d'Assas
  - Bretona de Pont-Aven (1890)
  - Steeple chase
- Monseñor Dubourg arzobispo de Besançon, gran seminario de Faverney

## Otras obras
Se encuentran en su mayoría en colecciones particulares.
- El Coffret vénitien
- Andado a Luxeuil
- El Breuchin
- La Ida de los Plátanos
- La Abadía de Scey-sobre-Saona
- Autoportrait
- Ángulos sobre el Anglin
- Efectos de nieve
- La Aurore caza la noche, composición de nueve metros de longitud que adorna el salón familiar de sus hijos en la Villa de Hygie, en Luxeuil
- Germaine Desgranges (su hija)

## Exposiciones
- Galería Ecalle, mayo 1930, cuarenta siete œuvres expuestas, presentación del catálogo por André Foulon de Vaulx.